# Roßbach (Erbach)
Roßbach ist ein Weiler innerhalb der Gemarkung der Kreisstadt Erbach im südhessischen Odenwaldkreis.

## Geographische Lage
Roßbach ist ein Weiler, der im Wesentlichen aus dem Roßbacher Hof, einem großen landwirtschaftlichen Gehöft, sowie etwa 15 bewohnten Grundstücken besteht. Er liegt in der Gemarkung Erbach gut drei Kilometer westlich des Stadtkerns im Buntsandstein-Gebiet des Odenwaldes in einer weiten waldfreien Mulde im Quellgebiet des Roßbachs, der als linker westlicher Nebenfluss durch das bewaldete Tal des Brudergrunds der Mümling zustrebt. Im Jahr 1854 betrug die Gemarkungsfläche 533 Morgen, davon 474 Mg Acker und 59 Mg Wiesen. Die waldfreien Flächen rings um Roßbach in der Erbacher Gemarkung bemessen sich in unseren Tagen auf rund 1,19 Quadratkilometer, was umgerechnet etwa den genannten 533 Mg entspricht. Von Norden bis Südwesten reicht die Feldgemarkung bis zu einem Höhenrücken, der in einem Bogen von etwa gleichbleibend 415 Metern Höhe um Roßbach verläuft. Die nächstgelegenen Ortschaften sind die Kernstadt Erbach im Osten, Steinbuch im Norden, Ober-Mossau im Nordwesten, Unter-Mossau im Südwesten und Elsbach im Südosten.

## Geschichte
Die älteste erhaltene Erwähnung des Weilers Rossebuoch stammt von 1095 und steht im Lorscher Codex.
Roßbach gehörte zum Amt Erbach der Grafschaft Erbach, die mit der Mediatisierung 1806 Teil des Großherzogtums Hessen wurde. Ab 1822 gehörte Roßbach zum Landratsbezirk Erbach, ab 1852 zum Kreis Erbach (ab 1939: „Landkreis Erbach“), der – mit leichten Grenzberichtigungen – seit 1972 Odenwaldkreis heißt.
Nach Auflösung des Amtes Erbach 1822 nahm die erstinstanzliche Rechtsprechung für Roßbach das Landgericht Michelstadt wahr, ab 1879 das Amtsgericht Michelstadt.
1840 erhielt Roßbach den Status einer selbständigen Gemarkung. 1856 hatte der Ort 58 Einwohner. Mit Wirkung ab 1. April 1953 wurde die selbständige Gemarkung Roßbach durch Beschluss der hessischen Landesregierung zugleich mit einer Reihe anderer selbständiger Gemarkungen aufgelöst. Roßbach wurde in die Stadt Erbach eingemeindet. Dieser hinsichtlich der Kreisumlage rechtlich offenbar unzureichende Kabinettsbeschluss wurde durch das Gesetz über die Eingemeindung gemeindefreier Grundstücke im Regierungsbezirk Darmstadt vom 4. Juli 1966 (GVBl. I S. 177) rückwirkend bestätigt.

## Verkehr
Die Kreisstraße K 49 von Erbach nach Unter-Mossau biegt am oberen Ausgang des Brudergrunds nach Südwesten ab und führt so südlich an Roßbach vorbei. Kurz vor der Biegung der K 49 zweigt die Straße Zum Roßbacher Hof rechts ab und erschließt so den Ort.